# بروهيبتين
البروهيبتين أو المانع (بالإنجليزية: Prohibitin)‏ هو بروتين متعدد الوظائف يُشفَّر لدى البشر بواسطة الجين PHB.‏ يتواجد جين Phb لدى كل من: الحيوانات، الفطريات، النبات، وحقيقيات النوى وحيدة الخلايا. تم تقسيم البروهيبتينات إلى قسمين: النوع 1 والنوع 2 حسب تماثلها مع جيني الخميرة PHB1 وPHB2 على التوالي. تملك جميع الكائنات باستثناء الرئيسيات والقوارض نسخة واحدة من جين البروهيبتين. يرجع اسم «بروهيبتين» إلى الاعتقاد الأولي بأن هذا البروتين له دور في تثبيط دورة الخلية.